# Cyphon ainu
Cyphon ainu là một loài bọ cánh cứng trong họ Scirtidae. Loài này được Nakane miêu tả khoa học năm 1963.